# Lillois-Witterzée
Lillois-Witterzée is een plaats in de Belgische provincie Waals-Brabant en een deelgemeente van Eigenbrakel. Tot 1 januari 1977 was het een zelfstandige gemeente.

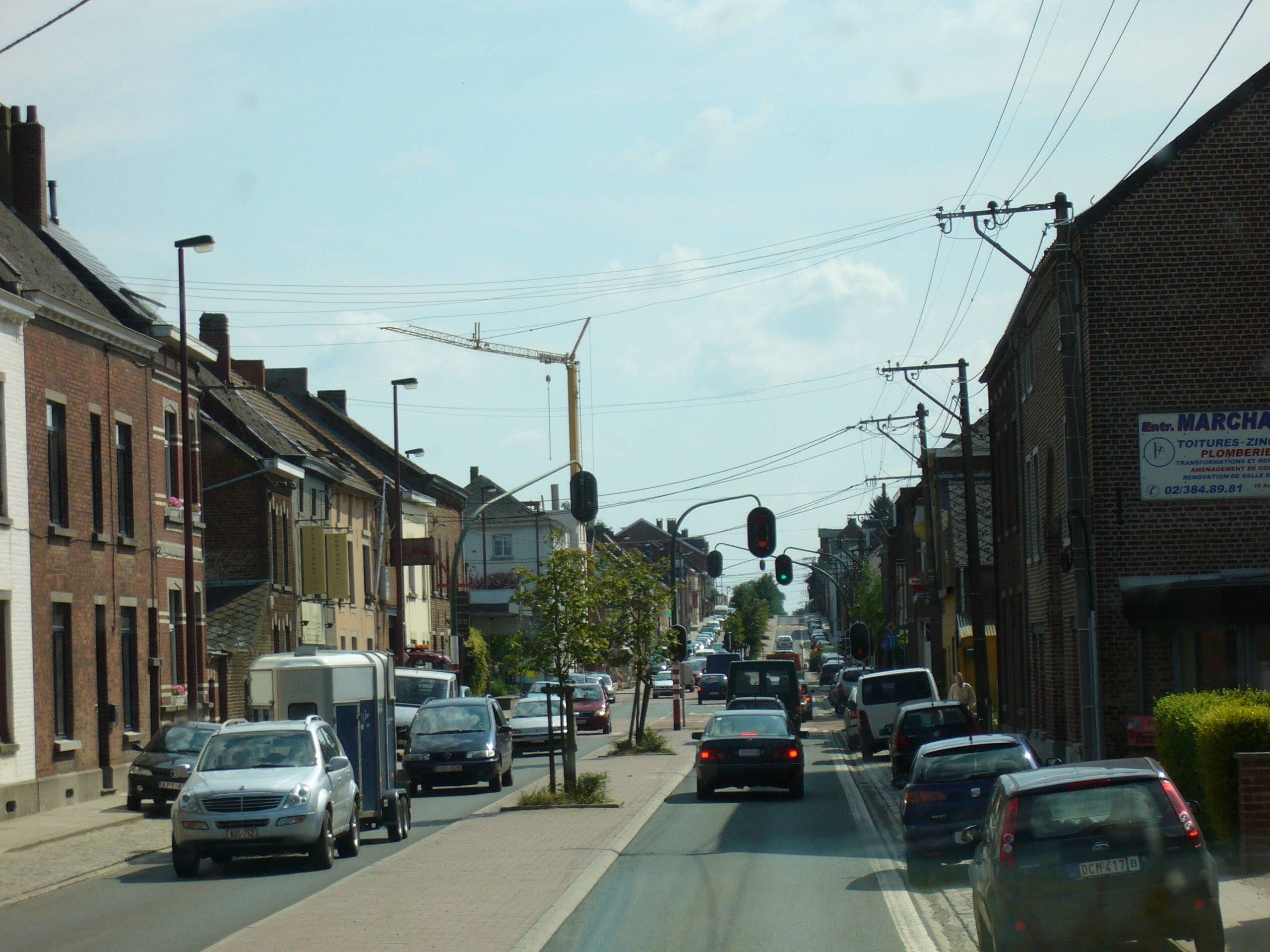
Lillois-Witterzée

## Geschiedenis
De gemeente Lillois-Witterzée ontstond in 1823 door de samenvoeging van de toen opgeheven gemeenten Lillois en Witterzée. In 1977 werd de gemeente bij Eigenbrakel gevoegd.

## Demografische ontwikkeling
- Bronnen:NIS, Opm:1831 tot en met 1970=volkstellingen, 1976= inwonersaantal op 31 december

Deelgemeenten: Eigenbrakel · Lillois-Witterzée · Ophain-Bois-Seigneur-Isaac

Overige dorpen en gehuchten: Belles-Pierres · Bois-Seigneur-Isaac · Hougoumont · Les Culots · L'Ermite · L'Estrée · Lillois · Mont-Saint-Pont · Odeghien · Ophain · Paudure · Sart-Moulin · Sept Fontaines · Witterzée

Belgische gemeenten · Arrondissement Nijvel · Waals-Brabant · Wallonië